# Що коять чоловіки!
Що коять чоловіки! (рос. Что творят мужчины!) — фільм Сарика Андреасян. Дата виходу в прокат — 28 лютого 2013. Фільм став лідером російського прокату за підсумками вікенду 28 лютого — 3 березня.

## Зміст
Неприступні жінки, півмільйона доларів і четверо героїв, яким належить взяти участь в грі, організованій екстравагантним мільйонером. Суть гри полягає в тому, щоб за п'ять днів спокусити якомога більше жінок на морському курорті. Отримавши завдання, чудова четвірка кидається в бій. Але цілі зовсім не прості: бабуся, дружина олігарха, незаймана, феміністка, сектантка. Приз отримає тільки найкращий. Кожен застосує свій фірмовий арсенал, і всі будуть близькі до того, щоб отримати заповітний куш, записавши нових жертв в список своїх чоловічих перемог. Але несподівано в правила сексу втрутиться любов.

## У ролях
- Таїр Мамедов — Даніель
- Роман Юнусов — Гоша
- Костянтин Крюков — Ярик
- Гавриїл Гордієв — Аркадій
- Равшана Куркова — Аліса
- Анна Хилькевич — Тетяна
- Христина Асмус — Світа
- Наталія Медведіва — Рита
- Катерина Скулкіна — повія
- Даша Астаф'єва
- Дмитро Нагієв — Організатор конкурсу
- Андрій Федорцов — Помічник організатора конкурсу
- Вікторія Таранець
- Олексій Ліхницький
- Андрій Свиридов
- Михайло Крилов

## Знімальна група
- Автори сценарію: Сарік Андреасян, Тигран Бакумян, Павло Воронін, Ярослав Лукашевич
- Режисер-постановник: Сарік Андреасян
- Художник-постановник: Катерина Савкіна
- Композитори: Гарік Папоян, Дарін Сисоєв
- Звукорежисери: Данило Коржов, Василь Крачковський
- Виконавчий продюсер: Данило Махорт
- Генеральні продюсери: Сарік Андреасян, Гевонд Андреасян, Георгій Малков, Володимир Поляков